# Amylon
Amylon je česká akciová společnost, tradiční výrobce pudinků v prášku, které začal vyrábět v létě roku 1912, a jeden z nejstarších potravinářských podniků na Vysočině. Dnešní výroba značky zahrnuje také další výrobky z pšeničného škrobu, jako jsou instantní knedlíky, bramborová kaše, těsta na pizzu a další.

## Historie
Historie podniku sahá až do roku 1891. Podnik Amylon jako takový vznikl na Vysočině v létě 1912. František Malínský, který vlastnil škrobárnu v Ronově nad Sázavou, tehdy přišel s nápadem sloučit škrobárny ve Žďáře, Polné, Hesově a Ronově nad Sázavou. Vznikla tak akciová společnost Amylon a o něco později se ještě rozšířila o škrobárnu v Pohledských Dvořácích.
Podnik přežil finanční krizi a první i druhou světovou válku. Následně byl v roce 1948 zestátněn a začleněn do státního podniku Škrobárny. Odtud se začaly po roce 1989 jednotlivé společnosti postupně opět vyčleňovat a byly privatizovány, včetně společnosti Amylon. Akciová společnost Amylon byla ustavena 1. ledna 1994 se sídlem Švermova 117, Havlíčkův Brod.

## Současnost
Společnost měla v roce 2012 na 100 zaměstnanců a dva provozy v Havlíčkově Brodě a v Ronově nad Sázavou. Celkově vyprodukuje 300 tun balených výrobků a asi 660 tun škrobových sirupů měsíčně (2012). Mezi hlavní produkty patří pšeničný škrob a škrobový sirup, maltodextrin, a instantní pokrmy, jako jsou tradiční pudinky v prášku, knedlíky a kaše, palačinky či bramboráky a další. Doplňkově se podnik věnuje také průmyslové výrobě, v které vyrábí modifikované škroby a lepidla. Společnost je certifikována normami kvality ISO 22000 a IFS.